# Irvine Thornley
Irvine Thornley (ur. 6 grudnia 1883, zm. 24 kwietnia 1955) – angielski piłkarz, który występował na pozycji napastnika.

## Kariera klubowa
W 1901 został zawodnikiem Glossop North End, skąd w kwietniu 1904 przeszedł do Manchesteru City za 800 funtów, w którym zadebiutował 9 kwietnia 1904 w meczu przeciwko Sunderlandowi. Po zakończeniu sezonu 1905/1906 i skandalu, w wyniku którego zawieszono 17 piłkarzy, Thornley był jednym z jedenastu, którzy pozostali w klubie. W 1909 jako kapitan poprowadził zespół do awansu do Division One.
Thornley był wielokrotnie usuwany z boiska. Biorąc pod uwagę rozgrywki ligowe i pucharowe, wystąpił w City w 204 meczach i zdobył 93 bramki. W sierpniu 1912 odszedł do South Shields, zaś w sezonie 1919/1920 grał w Hamilton Academical.

## Kariera reprezentacyjna
Thornley zaliczył jeden występ w kadrze narodowej, 18 marca 1907 w meczu przeciwko Walii.
| Lp. | Data          | Miejsce        | Mecz           | Wynik | Bramki | Rozgrywki                 |
| --- | ------------- | -------------- | -------------- | ----- | ------ | ------------------------- |
| 1.  | 18 marca 1907 | Craven Cottage | Anglia – Walia | 1:1   |        | British Home Championship |